# Ledypaswir
Ledypaswir (łac. ledipasvirum) –  wielofunkcyjny organiczny związek chemiczny, inhibitor białka NS5A, stosowany w leczeniu wirusowego zapalenie wątroby wywołanego przez wirusa HCV.

## Mechanizm działania
Ledypaswir działa na białko NS5A, które jest białkiem niestrukturalnym wirusa HCV i które jest kluczowe w procesie replikacji RNA i formowania wirionów. 

## Zastosowanie
Stosowany w leczeniu przewlekłego wirusowego zapalenia wątroby typu C u dorosłych i dzieci powyżej 12 roku życia, w skojarzeniu z sofosbuwirem. 
Znajduje się na wzorcowej liście podstawowych leków Światowej Organizacji Zdrowia (WHO Model Lists of Essential Medicines) (2017). Jest dopuszczony do obrotu w Polsce (2018).

## Działania niepożądane
Ledypaswir może powodować następujące działania niepożądane u ponad 10% pacjentów: ból głowy i zmęczenie; u ponad 1% wysypka, a także obrzęk naczynioruchowy o nieznanej częstości występowania.